# Ilunga Tshibinda
 (décembre 2020).
Si vous disposez d'ouvrages ou d'articles de référence ou si vous connaissez des sites web de qualité traitant du thème abordé ici, merci de compléter l'article en donnant les références utiles à sa vérifiabilité et en les liant à la section « Notes et références ».
Ilunga Tshibinda fut un prince Luba et empereur Lunda. Ilunga Tshibinda fut le second fils de Ilunga Mbidi et le jeune frère de Kalala Ilunga.
À la prise du pouvoir par Kalala Ilunga, Ilunga Tshibinda décida de partir, l’empire étant trop « petit » pour les deux. Arrivant sur les terres Lunda, il y épousa la reine Lueji (Rweej ou Nawej). N’étant plus dans la possibilité de régner, Lueji céda le trône à son mari, ce qui révolta ses propres frères. Devenu seul maître du royaume, Ilunga Tshibinda mena une campagne d’expansion dans laquelle il connaîtra de grands succès, au point d’ériger le royaume Lunda en un empire, rivalisant avec son frère Kalala Ilunga.
Il se proclama empereur et prit le titre de Mukalenge. Sa capitale fut Asokwele. Ilunga Tshibinda eut plusieurs enfants, parmi lesquels les plus connus furent Mwata Mutomb et Kasongo Kumuinda. Mwata Mutomb succéda à son père et fut connu sous le nom de Mwata Yav (ou Mwant-a-Yav) Mutomb. Les rois Lunda porteront le titre de Mwata Yav après lui.